# تي حلل (المفلحي)

تعديل مصدري - تعديل

تي حلل هي إحدى قرى عزلة المفلحي بمديرية المفلحي التابعة لمحافظة لحج، بلغ تعداد سكانها 134 نسمة حسب تعداد اليمن لعام 2004.